# باول بالمر (لاعب كرة قدم أمريكية)
باول بالمر (بالإنجليزية: Paul Palmer)‏ هو لاعب كرة قدم أمريكية أمريكي، ولد في 14 أكتوبر 1964 في بيثيسدا في الولايات المتحدة.

## وصلات خارجية
- بول بالمر على موقع مرجع كرة القدم المحترفة.كوم (الإنجليزية)